# Vailate
Vailate é uma comuna italiana da região da Lombardia, província de Cremona, com cerca de 3.837 habitantes. Estende-se por uma área de 9 km², tendo uma densidade populacional de 426 hab/km². Faz fronteira com Agnadello, Arzago d'Adda (BG), Calvenzano (BG), Capralba, Misano di Gera d'Adda (BG), Torlino Vimercati.

## Demografia
| Variação demográfica do município entre 1861 e 2011                               |
|                                                                                   |
| Fonte: Istituto Nazionale di Statistica (ISTAT) - Elaboração gráfica da Wikipedia |